# Sigyn

Loki und Sigyn, M.E. Winge, 1863

Sigyn ist eine Göttin aus der nordischen Mythologie. Ihr Name bedeutet Siegesbringerin. Sie ist die Frau von Loki, mit dem gemeinsam sie die Söhne Narfi und Ali hat, und gilt als Sinnbild der ehelichen Treue.

## Überlieferung
Erwähnt wird Sigyn in der Älteren Edda (Völuspá 38), wo sie als bei ihrem gefesselten Gatten Loki sitzend erscheint. Im Prosazusatz des Lokasenna wird die Begebenheit näher geschildert: Loki wurde von den Göttern mit den Gedärmen seines Sohnes Narfi gefesselt, sein anderer Sohn Ali wurde in einen Wolf verwandelt. Über Loki selbst platzierte Skadi aus Rache eine Schlange, deren Gift ihm ins Gesicht tropfte. Sigyn fängt nun mit einer Schale das tropfende Gift auf. Wenn die Schale aber voll ist und sie diese entleeren muss, dann treffen die Gifttropfen auf Lokis Gesicht, wodurch dieser ungeheure Schmerzen empfindet. Dabei schreit er so laut, dass die Erde erzittert und somit Erdbeben entstehen. 
In der Jüngeren Edda wird Sigyn im Gylfaginning 31 als Frau Lokis und Mutter von dessen Sohn Narfi vorgestellt. Im Kapitel 50 wird geschildert, wie Loki durch den Tod Balders die übrigen Götter gegen sich aufbringt. Nach anfänglicher Flucht nehmen sie Loki und anschließend seine Söhne gefangen. Vali verwandeln sie in einen Wolf, so dass dieser seinen Bruder Narfi zerreißt. Loki wird mit den Gedärmen, die sich in verzauberte (unzerstörbare) Fesseln verwandeln, an drei spitze Felsblöcke gefesselt, und Skadi bringt eine Schlange über seinem Kopf an, deren Gift ihm ins Gesicht tropft. Sigyn versucht sein Leiden durch das Auffangen des Giftes zu lindern, wie es auch in der Älteren Edda geschildert wird. Dies wird andauern bis zur Götterdämmerung, bei der sich Loki von seinen Fesseln befreien wird. 
Im Skáldskaparmál 1 wird Sigyn ausdrücklich als Asin bezeichnet.

## Darstellung
Auf dem englischen Gosforth-Kreuz aus dem 11. Jahrhundert ist wahrscheinlich der gefesselte Loki, die Schlange und Sigyn mit der Schale dargestellt. Im 19. Jahrhundert wurde diese Szene mehrmals in der skandinavischen Kunst thematisiert, u. a. von Nils Blommér (1850), Mårten Eskil Winge (1863) und Oscar Wergeland (1879).

## Sigyn als Namensgeberin
Nach der nordischen Göttin Sigyn wurden mehrere Schiffe benannt, u. a. die schwedische Schonerbark Sigyn aus dem Jahr 1887 und das schwedische Atommüll-Transportschiff Sigyn. In der Antarktis gibt es einen Sigyn-Gletscher.